# Gilbert A. R. De Smet
Gilbert De Smet (* 17. Januar 1921 in Bevere (Oudenaarde); † 2003 in Gent) war ein belgischer Germanist.

## Leben
Das Studium der älteren deutschen Sprache und Literatur führte ihn nach Bonn, Poznań und Leipzig. 1951 promovierte De Smet mit einer Dissertation über die Übersetzungen der lateinischen christlichen Begriffe „pati“ und „passio“ ins Althochdeutsche. 1956 erhielt er einen Ruf als Professor für deutsche Sprachwissenschaft an die  Katholieke Universiteit Nijmegen in den Niederlanden. Zehn Jahre später wurde er zum Ordinarius für deutsche Sprachwissenschaft an der Universität Gent, wo er Germanisten ausgebildet hat. In dieser Zeit hatte er auch eine Gastprofessur an der Universität zu Köln inne und wurde 1972 Ehrendoktor der Universität Göteborg. Nach seiner Emeritierung wurde er Chefredakteur der Zeitschrift Wetenschappelijke Tijdingen.
De Smet verfasste die Einleitung zu einer 1974 und zum zweiten Male 1995 erschienenen Neuausgabe des Dictionarium Latinogermanicum von Petrus Dasypodius.

## Auszeichnungen
- 1980: Mitglied der Koninklijke Vlaamse Academie van België voor Wetenschappen en Kunsten
- 1986: Joost-van-den-Vondel-Preis[2]

## Werke (Auswahl)
- Herausgeber und leitender Redakteur des Nationaal Biografisch Woordenboeks